# Bauhinia radiata
Bauhinia radiata là một loài thực vật có hoa trong họ Đậu. Loài này được Vell. miêu tả khoa học đầu tiên.